# Boks na Igrzyskach Europejskich 2019
Na Igrzyskach Europejskich w 2019 r. w Mińsku rozegrano zawody bokserskie w pięciu kategoriach wagowych. Odbyły się one między 21 a 30 czerwca 2019 r. Podzielono je na dziesięć konkurencji męskich, i pięć żeńskich.
W przeciwieństwie do edycji z 2015 roku, męska część tej imprezy stała się równocześnie Mistrzostwami Europy w Boksie (miały one odbyć się w tym samym czasie). Rywalizację kobiet potraktowano jako osobny turniej.

## Kwalifikacje
Podczas igrzysk przydzielono 316 miejsc dla sportowców (256 bokserów i 60 bokserek).
W turnieju męskim każdy krajowy komitet olimpijski (NOC) mógł wpisać po jednym zawodniku w każdej kategorii. W turnieju dla kobiet kwalifikacje były ograniczone do jednego zawodnika na kategorię i określane przez (w następującej kolejności):
- światową listę rankingową AIBA w grudniu 2018 r.
- Mistrzostwa Europy w Boksie Kobiet 2018 (dla zawodniczek bez klasyfikacji)
- Mistrzostwa Świata w Boksie Kobiet 2018 (dla nierankingowych zawodniczek nie biorących udziału w Mistrzostwach Europy)

Jako gospodarzowi Narodowemu Komitetowi Olimpijskiemu Białorusi zagwarantowano miejsca dla sportowców na wszystkie piętnaście kategorii. Pięć miejsc (po jednym na kategorię kobiet) zarezerwowano na przydziały uniwersalne.

## Harmonogram zawodów
Tak jak w większości turniejów odbyły się dwie sesje dziennie - sesja popołudniowa (A), rozpoczynająca się o 14:00 FET; następnie wieczorna (E), rozpoczynająca się o 18:30 FET. Ostatnie dwa dni miały po jednej sesji każdy, zaczynającej się odpowiednio o 16:00 i 12:00 FET. 
| K | Kwalifikacje | ¼ | Ćwierćfinały | ½ | Półfinały | F | Finał |

| Data                 | 21 czerwca | 21 czerwca | 22 czerwca | 22 czerwca | 23 czerwca | 23 czerwca | 24 czerwca | 24 czerwca | 25 czerwca | 25 czerwca | 26 czerwca | 26 czerwca | 27 czerwca    | 28 czerwca | 28 czerwca | 29 czerwca | 30 czerwca |
| Wydarzenie           | A          | E          | A          | E          | A          | E          | A          | E          | A          | E          | A          | E          | Dzień przerwy | A          | E          | A          | A          |
| -------------------- | ---------- | ---------- | ---------- | ---------- | ---------- | ---------- | ---------- | ---------- | ---------- | ---------- | ---------- | ---------- | ------------- | ---------- | ---------- | ---------- | ---------- |
| Waga lekkomusza      |            |            |            |            | K          |            |            |            |            | ¼          |            |            | Dzień przerwy |            | ½          |            | F          |
| Waga musza           |            |            |            |            | K          |            |            | K          |            |            | ¼          |            | Dzień przerwy | ½          |            | F          |            |
| Waga kogucia         | K          |            |            |            |            |            | K          |            |            |            | ¼          |            | Dzień przerwy |            | ½          |            | F          |
| Waga lekka           |            |            |            | K          |            |            |            |            | K          |            |            | ¼          | Dzień przerwy | ½          |            | F          |            |
| Waga lekkopółśrednia |            |            |            |            |            | K          |            |            | K          |            |            | ¼          | Dzień przerwy |            | ½          |            | F          |
| Waga półśrednia      | K          |            | K          | K          |            |            |            | K          |            |            | ¼          |            | Dzień przerwy | ½          |            | F          |            |
| Waga średnia         | K          |            | K          |            |            | K          |            |            |            | ¼          |            |            | Dzień przerwy |            | ½          |            | F          |
| Waga półciężka       |            |            |            | K          |            |            |            |            | K          |            |            | ¼          | Dzień przerwy | ½          |            | F          |            |
| Waga ciężka          | K          |            |            |            | K          |            |            |            |            | ¼          |            |            | Dzień przerwy |            | ½          |            | F          |
| Waga superciężka     | K          |            |            |            |            |            | K          |            |            |            | ¼          |            | Dzień przerwy | ½          |            | F          |            |

| Data            | 23 czerwca | 23 czerwca | 24 czerwca | 24 czerwca | 25 czerwca | 25 czerwca | 26 czerwca | 26 czerwca | 27 czerwca    | 28 czerwca | 28 czerwca | 29 czerwca | 30 czerwca |
| Wydarzenie      | A          | E          | A          | E          | A          | E          | A          | E          | Dzień przerwy | A          | E          | A          | A          |
| --------------- | ---------- | ---------- | ---------- | ---------- | ---------- | ---------- | ---------- | ---------- | ------------- | ---------- | ---------- | ---------- | ---------- |
| Waga musza      |            | K          |            |            |            |            |            | ¼          | Dzień przerwy |            | ½          |            | F          |
| Waga piórkowa   |            |            | K          |            |            |            | ¼          |            | Dzień przerwy | ½          |            | F          |            |
| Waga lekka      |            | K          |            |            |            |            |            | ¼          | Dzień przerwy |            | ½          |            | F          |
| Waga półśrednai |            |            | K          |            |            |            | ¼          |            | Dzień przerwy | ½          |            | F          |            |
| Waga średnia    |            |            |            |            |            | K          |            | ¼          | Dzień przerwy |            | ½          |            | F          |

## Medaliści i medalistki[2]

### Mężczyźni
| Konkurencja | Złoto                 | Srebro                | Brąz                                 |
| ----------- | --------------------- | --------------------- | ------------------------------------ |
| 49 kg       | Artur Howhannisjan    | Sachil Alachwerdowi   | Regan Daly Federico Serra            |
| 52 kg       | Gabriel Escobar       | Daniel Asenow         | Manuel Cappai Galai Yafai            |
| 56 kg       | Kurt Walker           | Mykoła Bucenko        | Peter McGrail Sharafa Raman          |
| 60 kg       | Dzmitryj Asanau       | Gabił Mamedow         | Karen Tonakanian Otar Eranosjan      |
| 64 kg       | Howhannes Baczkow     | Sofiane Oumiha        | Enrico Lacruz Luke McCormack         |
| 69 kg       | Pat McCormack         | Hariton Agrba         | Lorenzo Sotomayor Jewhenij Barabanow |
| 75 kg       | Ołeksandr Hyżniak     | Salvatore Cavallaro   | Andrej Csemez Michael Nevin          |
| 81 kg       | Loren Alfonso         | Benjamin Whittaker    | Simone Fiori Gor Nersesjan           |
| 91 kg       | Muslim Gadżimagomedow | Uładzisłau Smiahlikau | Toni Filipi Cheavon Clarke           |
| +91 kg      | Wiktor Wyhryst        | Mourad Aliew          | Marko Milun Nelvie Tiafack           |

### Kobiety
| Konkurencja | Złoto              | Srebro               | Brąz                                  |
| ----------- | ------------------ | -------------------- | ------------------------------------- |
| 51 kg       | Buse Naz Çakıroğlu | Swietłana Sołujanowa | Sandra Drabik Gabriela Dimitrowa      |
| 57 kg       | Stanimira Petrowa  | Michaela Walsh       | Jemyma Betrian Daria Abramowa         |
| 60 kg       | Mira Potkonen      | Kellie Harrington    | Anastasija Bielakowa Agnes Alexiusson |
| 69 kg       | Karolina Koszewska | Assunta Canfora      | Grainne Walsh Nadine Apetz            |
| 75 kg       | Lauren Price       | Nouchka Fontijn      | Darima Sandakowa Elżbieta Wójcik      |

## Źródła
1. 1 2  European Games / EUBC European Boxing Championships [online], European Boxing Confederation [dostęp 2019-07-09] (ang.).
2. ↑  Boxing: Schedule and Results :: 2ND EUROPEAN GAMES 2019 MINSK, BELARUS [online], minsk2019.by [dostęp 2019-07-09] (ang.).